# TV prijamnik
TV prijemnik ili televizor je uređaj koji služi za gledanje televizijskog programa.
Prvi komercijalni elektronski televizori izrađeni s katodnom cijevi su proizvodeni u Telefunkenu, u Njemačkoj 1934., a slijede ih proizvođači u Francuskoj 1936., Velikoj Britaniji 1936. i Sjedinjenim Američkim Državama 1938.

## Dijelovi televizora
Moderni tv prijemnici se sastoje od zaslona, antene ili RF ulaza, zvučnika i birača kanala (tunera). Prisustvo birača kanala u televizoru (sada digitalni televizijski birač kanala), čini da se televizor razlikuje od monitora, koji prima signal. Televizori imaju mogućnost prikazivanja teleteksta. Većina modernih televizora ima i dodatne ulaze za: igraće konzole, uređaje za reprodukciju DVD-ova, slušalice, i to najčešće u obliku SCART i HDMI priključaka.  Pojedini televizori imaju mogućnost primanja informacija s interneta, kao što su vijesti s burze, vremenska prognoza ili opće vijesti.

## Tehnologije izrade zaslona
Televizori danas koriste različite tehnologije proizvodnje zaslona kao što su: CRT, LCD, plazma, DLP i odnedavno OLED.